# ITF Caserta
Das ITF Caserta ist ein Tennisturnier der ITF Women’s World Tennis Tour, das in Caserta ausgetragen wird. Veranstaltungsort des Turniers ist der ASD Tennis Club Caserta.

## Geschichte
Offizielle Namen der Turniere bis heute:
- 2013–: Internazionali Femminili di Tennis Città di Caserta

## Siegerliste

### Einzel
| Jahr | Kategorie | Siegerin             | Finalgegnerin               | Ergebnis          |
| ---- | --------- | -------------------- | --------------------------- | ----------------- |
| 1982 |           | Hana Fukárková       | Manuela Maleeva             | 6:4, 6:1          |
| 1983 | $10.000   | Sandra Cecchini      | Sabrina Goleš               | 2:6, 7:6, 6:2     |
| 1984 | $10.000   | Laryssa Sawtschenko  | Elena Eliseenko             | 6:2, 6:1          |
| 1985 | $10.000   | Laura Garrone        | Laura Golarsa               | 5:7, 6:2, 6:4     |
| 1986 | $10.000   | Gisele Miró          | Wiltrud Probst              | 6:3, 2:6, 6:3     |
| 1987 | $10.000   | Laura Lapi           | Olga Tsarbopoulou           | 6:1, 6:3          |
| 1988 | $25.000   | Cathy Caverzasio     | Andra Vieira                | 6:2, 3:6, 7:5     |
| 1989 | $25.000   | Rachel McQuillan     | Emanuela Zardo              | 4:6, 7:5, 6:3     |
| 1990 | $25.000   | Katarzyna Nowak      | Olena Brjuchowez            | 1:6, 6:2, 6:3     |
| 1991 | $25.000   | Emanuela Zardo       | Ana Segura                  | 6:7, 7:6, 6:1     |
| 1992 | $25.000   | Kateřina Kroupová    | Radka Bobková               | 6:4, 6:2          |
| 1993 | $25.000   | Sarah Pitkowski      | Rossana de los Ríos         | 7:5, 6:2          |
| 1994 | $25.000   | Neus Ávila           | Anca Barna                  | 6:1, 6:2          |
| 2000 | $10.000   | María Emilia Salerni | Lamia Essaadi               | 6:4, 6:1          |
| 2001 | $50.000+H | Tathiana Garbin      | María José Martínez Sánchez | 3:6, 7:63, 6:2    |
| 2002 | $50.000   | Klára Koukalová      | Mariana Díaz Oliva          | 7:64, 5:7, 7:5    |
| 2003 | $25.000   | Mervana Jugić-Salkić | Virág Németh                | 6:74, 3:1 Aufgabe |
| 2004 | $25.000   | Paula Garcia         | Kateřina Böhmová            | 0:6, 6:3, 6:2     |
| 2005 | $25.000   | Ivana Lisjak         | Olga Blahotová              | 6:3, 7:5          |
| 2006 | $25.000   | Mandy Minella        | Alissa Kleibanowa           | 6:2, 6:4          |
| 2007 | $10.000   | Valentina Sulpizio   | María-Belén Corbalán        | 7:62, 0:6, 6:1    |
| 2008 | $25.000   | Jelena Dokić         | Patricia Mayr               | 6:3, 6:1          |
| 2009 | $10.000   | Martina Di Giuseppe  | Martina Gledacheva          | 7:67, 6:1         |
| 2010 | $25.000   | Romina Oprandi       | Sloane Stephens             | 6:3, 6:3          |
| 2012 | $25.000   | Bianca Botto         | Aleksandra Krunić           | 6:1, 6:0          |
| 2013 | $25.000   | Renata Voráčová      | Beatriz Haddad Maia         | 6:4, 6:1          |
| 2014 | $10.000   | Isabella Schinikowa  | Marianna Sakarljuk          | 4:6, 6:3, 6:4     |
| 2015 | $25.000   | Darja Kassatkina     | İpek Soylu                  | 7:64, 6:1         |
| 2016 | $25.000   | Isabella Schinikowa  | Dalila Jakupović            | 6:2, 4:6, 6:2     |
| 2017 | $25.000   | Claire Liu           | Paula Badosa                | 6:3, 6:3          |
| 2018 | $25.000   | Kimberley Zimmermann | Stefania Rubini             | 1:6, 7:5, 6:1     |
| 2019 | W25       | Warwara Gratschowa   | Anna Danilina               | 6:3, 7:5          |
| 2022 | W60       | Kristina Mladenovic  | Camilla Rosatello           | 6:4, 4:6, 7:63    |
| 2023 | W60       | Hailey Baptiste      | Raluca Șerban               | 6:3, 6:2          |

### Doppel
| Jahr | Kategorie | Siegerinnen                              | Finalgegnerinnen                                | Ergebnis           |
| ---- | --------- | ---------------------------------------- | ----------------------------------------------- | ------------------ |
| 1982 |           | Elisabetta Lazzeri Paolo Ippoliti        | Francesca Ciardi Ionita Nesti                   | 2:6, 7:5, 9:7      |
| 1983 | $10.000   | Helena Olsson Tine Scheuer-Larsen        | Anna Iuale Lea Plchová                          | 6:2, 6:3           |
| 1984 | $10.000   | Renata Šašak Laryssa Sawtschenko         | Marie Pinterová Renáta Tomanová                 | 6:1, 6:3           |
| 1985 | $10.000   | Patrizia Murgo Barbara Romanò            | Gabriela Dinu Sabina Simmonds                   | 3:6, 6:4, 6:4      |
| 1986 | $10.000   | Gisele Miró Bettina Fulco                | Wiltrud Probst Marianne van der Torre           | 6:3, 6:3           |
| 1987 | $10.000   | Jewgenija Manjukowa Natalija Medwedjewa  | Heike Thoms Olga Tsarbopoulou                   | 6:4, 6:3           |
| 1988 | $25.000   | Jennifer Fuchs Maria Strandlund          | Hellas ter Riet Olga Votavová                   | 7:6, 6:3           |
| 1989 | $25.000   | Jewgenija Manjukowa Natalija Medwedjewa  | Nanne Dahlman Kate McDonald                     | 6:4, 6:4           |
| 1990 | $25.000   | Jewgenija Manjukowa Natalija Medwedjewa  | Michaela Frimmelová Réka Szikszay               | 4:6, 6:3, 6:1      |
| 1991 | $25.000   | Inés Gorrochategui Andrea Vieira         | Jennifer Fuchs Maria Strandlund                 | 6:2, 6:2           |
| 1992 | $25.000   | Radka Bobková Jana Pospíšilová           | Estefanía Bottini Virginia Ruano Pascual        | 6:3, 2:6, 7:6      |
| 1993 | $25.000   | Karin Lušnic Maja Murić                  | Paula Cabezas Adriana Serra Zanetti             | 2:6, 6:2, 6:4      |
| 1994 | $25.000   | Flora Perfetti Virág Csurgó              | Mami Donoshiro Kyōko Nagatsuka                  | 6:1, 7:5           |
| 2000 | $10.000   | Silvia Uríčková Elena Voropaeva          | Natalia Gussoni Sabrina Valenti                 | 7:66, 2:6, 7:5     |
| 2001 | $50.000+H | Eva Bes Lourdes Domínguez Lino           | María José Martínez Sánchez Gisela Riera        | 6:1, 7:65          |
| 2002 | $50.000   | Erica Krauth Vaness Menga                | Maja Palaveršić-Coopersmith Marie-Ève Pelletier | 6:4, 6:4           |
| 2003 | $25.000   | Maret Ani Giulia Casoni                  | Rosa María Andrés Rodríguez Bahia Mouhtassine   | 7:5, 7:5           |
| 2004 | $25.000   | Rosa María Andrés Rodríguez Andreea Vanc | Giulia Casoni Vladimíra Uhlířová                | 6:1, 4:6, 6:4      |
| 2005 | $25.000   | Olga Blahotová Soledad Esperón           | Ivana Lisjak Nadja Pavić                        | 7:5, 7:5           |
| 2006 | $25.000   | Petra Cetkovská Sandra Záhlavová         | Silvia Disderi Valentina Sulpizio               | 6:2, 6:0           |
| 2007 | $10.000   | Lisa Sabino Andrea Sieveke               | Iryna Burjatschok Varvara Galanina              | 7:64, 6:2          |
| 2008 | $25.000   | Han Xinyun Xu Yifan                      | Sophie Ferguson Christina Wheeler               | 4:6, 6:4, [10:8]   |
| 2009 | $10.000   | Stefania Chieppa Giulia Gatto-Monticone  | Martina Di Giuseppe Andreea Vaideanu            | 6:1, 6:4           |
| 2010 | $25.000   | Kazjaryna Dsehalewitsch Irena Pavlovic   | Nicole Clerico Rebecca Marino                   | 6:3, 6:3           |
| 2012 | $25.000   | Katarzyna Piter Romana Tabak             | Viktorija Golubic Aleksandra Krunić             | 6:2, 6:3           |
| 2013 | $25.000   | Danka Kovinić Renata Voráčová            | Elena Bogdan Cristina Dinu                      | 6:4, 7:63          |
| 2014 | $10.000   | Samantha Harris Sally Peers              | Ekaterine Gorgodse Sopia Kwazabaia              | 6:3, 7:66          |
| 2015 | $25.000   | Ekaterine Gorgodse Sopia Schapatawa      | Alice Matteucci İpek Soylu                      | 6:0, 7:66          |
| 2016 | $25.000   | Amanda Carreras Alice Savoretti          | Oleksandra Koraschwili Marija Marfutina         | 6:79, 7:65, [10:6] |
| 2017 | $25.000   | Deborah Chiesa Martina Colmegna          | Diāna Marcinkēviča Camilla Rosatello            | 7:65, 6:4          |
| 2018 | $25.000   | Chen Pei-hsuan Wu Fang-hsien             | Jaimee Fourlis Ellen Perez                      | 7:66, 6:3          |
| 2019 | W25       | Lizette Cabrera Julia Grabher            | Elena Bogdan Vivien Juhászová                   | 6:3, 6:4           |
| 2022 | W60       | Despina Papamichail Camilla Rosatello    | Francisca Jorge Matilde Jorge                   | 4:6, 6:2, [10:6]   |
| 2023 | W60       | Anastassija Tichonowa Moyuka Uchijima    | Despina Papamichail Camilla Rosatello           | 6:4, 6:2           |

## Quelle
- ITF Homepage